# Tadeusz Socha
Tadeusz Socha (Breslavia, 15 febbraio 1988) è un ex calciatore polacco, di ruolo difensore.

## Statistiche

### Presenze e reti nei club
Statistiche aggiornate al 6 maggio 2012.
| Stagione               | Squadra                | Campionato             | Campionato | Campionato | Coppe nazionali | Coppe nazionali | Coppe nazionali | Coppe continentali | Coppe continentali | Coppe continentali | Altre coppe | Altre coppe | Altre coppe | Totale | Totale |
| Stagione               | Squadra                | Comp                   | Pres       | Reti       | Comp            | Pres            | Reti            | Comp               | Pres               | Reti               | Comp        | Pres        | Reti        | Pres   | Reti   |
| ---------------------- | ---------------------- | ---------------------- | ---------- | ---------- | --------------- | --------------- | --------------- | ------------------ | ------------------ | ------------------ | ----------- | ----------- | ----------- | ------ | ------ |
| 2007-2008              | Śląsk Breslavia        | 1L                     | 12         | 0          | CP              | 1               | 0               | -                  | -                  | -                  | -           | -           | -           | 13     | 0      |
| 2008-2009              | Śląsk Breslavia        | 1L                     | 16         | 0          | CP              | 1               | 0               | -                  | -                  | -                  | -           | -           | -           | 17     | 0      |
| 2009-2010              | Śląsk Breslavia        | 1L                     | 19         | 0          | CP              | 0               | 0               | -                  | -                  | -                  | -           | -           | -           | 19     | 0      |
| 2010–2011              | Śląsk Breslavia        | 1L                     | 22         | 0          | CP              | 1               | 0               | -                  | -                  | -                  | -           | -           | -           | 23     | 0      |
| 2011-2012              | Śląsk Breslavia        | 1L                     | 19         | 0          | CP              | 4               | 0               | UEL                | 4                  | 0                  | -           | -           | -           | 27     | 0      |
| Totale Śląsk Breslavia | Totale Śląsk Breslavia | Totale Śląsk Breslavia | 88         | 0          |                 | 7               | 0               | UEL                | 4                  | 0                  |             | -           | -           | 99     | 0      |
| Totale carriera        | Totale carriera        | Totale carriera        | 88         | 0          |                 | 7               | 0               | UEL                | 4                  | 0                  |             | -           | -           | 99     | 0      |

### Cronologia presenze e reti in Nazionale Under 21
| Cronologia completa delle presenze e delle reti in nazionale ― Polonia | Cronologia completa delle presenze e delle reti in nazionale ― Polonia | Cronologia completa delle presenze e delle reti in nazionale ― Polonia | Cronologia completa delle presenze e delle reti in nazionale ― Polonia | Cronologia completa delle presenze e delle reti in nazionale ― Polonia | Cronologia completa delle presenze e delle reti in nazionale ― Polonia | Cronologia completa delle presenze e delle reti in nazionale ― Polonia | Cronologia completa delle presenze e delle reti in nazionale ― Polonia |
| Data                                                                   | Città                                                                  | In casa                                                                | Risultato                                                              | Ospiti                                                                 | Competizione                                                           | Reti                                                                   | Note                                                                   |
| ---------------------------------------------------------------------- | ---------------------------------------------------------------------- | ---------------------------------------------------------------------- | ---------------------------------------------------------------------- | ---------------------------------------------------------------------- | ---------------------------------------------------------------------- | ---------------------------------------------------------------------- | ---------------------------------------------------------------------- |
| 03/09/2010                                                             | Pori                                                                   | Finlandia                                                              | 2 – 0                                                                  | Polonia                                                                | Qualificazioni Europei U21 2011                                        | -                                                                      |                                                                        |
| 07/09/2010                                                             | Grodzisk Wielkopolski                                                  | Polonia                                                                | 0 – 1                                                                  | Spagna                                                                 | Qualificazioni Europei U21 2011                                        | -                                                                      |                                                                        |
| Totale                                                                 |                                                                        | Presenze                                                               | 2                                                                      |                                                                        | Reti                                                                   | 0                                                                      |                                                                        |

## Palmarès

### Club

#### Competizioni nazionali
- Coppa dell'Ekstraklasa: 1

Śląsk Breslavia: 2008-2009
- Campionato polacco: 1

Śląsk Breslavia: 2011-2012
- Supercoppa di Polonia: 2

Śląsk Breslavia: 2012
Arka Gdynia: 2017
- Coppa di Polonia: 1

Arka Gdynia: 2016-2017